# 돈암동
돈암동(敦岩洞)은 서울특별시 성북구에 속한 행정동 및 법정동으로 법정동으로서의 돈암동 인구는 41,667명이다.

## 지명 유래
동소문 밖에서 미아리고개까지 그 일대를 일컫는 지명으로 현재의 미아리고개를 전에는 ‘되너미고개’라고 칭하였다. 그 고개 이름을 한자로 옮겨 ‘돈암현’(敦岩峴)이란 고개 이름에서 ‘돈암동’이란 동명이 되었다. 되너미고개는 병자호란 시기에 청나라 군대가 한양을 침입하던 과정에서 넘어온 고개라고 하여 ‘되놈들이 넘어온 고개’라고 한데서 유래된 이름이다. 옛 지도에는 적유령(狄踰嶺), 적유현(狄踰峴), 호유현(胡踰峴)이라고 표기되어 있다.

## 역사
- 조선시대 한성부
- 1894년 한성부 동서 숭신방 동문외계 돈암리
- 1936년 4월 1일 경성부 확장 때 경성부에 편입되어 돈암정(敦岩町)
- 1943년 구제 실시로 동대문구 돈암정
- 1946년 10월 1일 돈암정이 돈암동으로 개칭
- 1949년 8월 13일 동대문구 일부를 분리하여 성북구가 신설되면서 성북구에 편입되었고, 돈암동 일부를 행정동인 동소문동, 동선동 및 삼선동으로 분동[1]
- 1955년 4월 18일 돈암동 일부를 행정동인 북선동으로 분동[2]
- 1963년 1월 1일 돈암동 일부를 분리하여 법정동인 동소문동 1·2·3·4·5·6·7가, 동선동 1·2·3·4·5가 및 삼선동 1·2·3·4·5가를 설치[3]
- 1970년 5월 18일 북선동을 돈암제1동으로 개편[4]
- 1988년 5월 1일 돈암제1동으로 동명칭 및 구역획정[5]

## 교육
- 서울정덕초등학교
- 서울돈암초등학교
- 서울매원초등학교
- 서울개운초등학교
- 우촌초등학교
- 성신초등학교
- 개운중학교
- 고명중학교
- 성신여자중학교
- 고명정보산업고등학교
- 성신여자고등학교
- 성신여자대학교

## 교통
- 서울 지하철 4호선

## 아파트
| 단지명            | 건설사     | 시행사                             | 주소 | 입주       | 비고                      |
| ----------------- | ---------- | ---------------------------------- | ---- | ---------- | ------------------------- |
| 돈암 동부센트레빌 | 동부건설   | 동부건설                           |      | 2003년 9월 | 구 서라벌중·고등학교 부지 |
| 돈암 힐스테이트   | 현대건설   | 돈암제1구역 주택재개발정비사업조합 |      | 2007년 4월 | 돈암1구역 재개발          |
| 돈암 더샵         | 포스코건설 | 돈암상록 지역주택조합              |      |            |                           |